# 亚美因·塔赫塔江
亚美因·列奥诺维奇·塔赫塔江（俄语：Армен Леонович Тахтаджян，中文旧也译为塔赫他间，1910年6月10日—2009年11月13日）是一位前苏联亚美尼亚裔的植物学家。他是20世纪植物进化、植物分类学和生物地理学领域最重要的学者之一。他的其他研究兴趣还包括被子植物植物形态学、古植物学和高加索植物区系。

## 生平
于1910年出生于舒沙（今属阿塞拜疆），1932年他毕业于第比利斯的苏维埃全国亚热带作物研究院。1938－1948年间，他是埃里温国立大学的系主任，其中1944－1948年间他还兼任亚美尼亚苏维埃社会主义共和国科学院植物研究院主任。1949年－1961年任列宁格勒国立大学教授。1962年起供职于圣彼得堡（列宁格勒）的科马洛夫植物研究所，并从1976年起任研究所所长，直至1986年退休。在研究所工作期间，他于1940年首次提出一个被子植物的新分类大纲，这个大纲强调了植物之间的系统发育关系。在1950年之前，他的系统一直不为欧美的植物学家所知。1950年代后期，他和著名美国植物学家阿瑟·克朗奎斯特建立了通信联系和合作关系，克朗奎斯特提出的克朗奎斯特系统即深受塔赫塔江和科马洛夫研究所其他植物学家的影响。
被子植物分类的塔赫塔江系统将被子植物处理为一个门（phylum），即木兰植物门（Magnoliophyta），下分两个纲，木兰纲（Magnoliopsida，即双子叶植物）和百合纲（Liliopsida，即单子叶植物）。这两个纲再分为亚纲，之下依次是超目、目和科。塔赫塔江系统和克朗奎斯特系统相似，但在较高阶元上的处理比较复杂。他偏爱将一些小目和小科分出，以使每个类群的性状和进化关系更易于掌握。塔赫塔江系统至今仍有一定的影响力，使用该系统的机构有蒙特利尔植物园等。
塔赫塔江还提出了一个新的植物区系系统，并参与了《亚美尼亚植物志》（第1-6卷，1954-73）和《苏联被子植物化石》（Fossil Flowering Plants of the USSR（第1卷，1974）的撰写。
塔赫塔江在1971年被选为俄罗斯科学院院士和美国国家科学院外籍院士。他还是亚美尼亚苏维埃社会主义共和国科学院院士，苏维埃全国植物协会主席（1973），国际植物分类学协会主席（1975），芬兰科学与文学研究院会员（1971），德国博物学院“列奥波蒂纳”会员（1972）和其他许多科学机构的会员。
塔赫塔江一直反对李森科的学说，是敢于公开反对李森科学说的少数前苏联生物学家之一，并因此在1990年被戈尔巴乔夫授予“劳动英雄”称号。
2009年11月13日在圣彼得堡逝世，葬于圣彼得堡斯摩棱斯克公墓亚美尼亚区。

## 主要著作
- A. Takhtajan, Th.J. Crovello and A. Cronquist (1986). Floristic Regions of the World.
- A. Takhtajan (1991). Evolutionary Trends in Flowering Plants
- A. Takhtajan (1997) Diversity and Classification of Flowering Plants